# Górówka epifron
Górówka epifron (Erebia epiphron) – motyl dzienny z rodziny rusałkowatych.

## Wygląd
Rozpiętość skrzydeł od 28 do 32 mm, dymorfizm płciowy niewielki.

## Siedlisko
Łąki alpejskie.

## Biologia i rozwój
Wykształca jedno pokolenie w roku (lipiec-sierpień). Główne rośliny żywicielskie: kostrzewa niska, śmiałek pogięty, śmiałek darniowy, bliźniczka psia trawka. Jaja barwy kremowo-żółtej składane są w pobliżu rośliny żywicielskiej. Larwy wylęgają się po 2-3 tygodniach. Żerują nocą zjadając liście traw od wierzchołka. Zimują w kępach traw. Stadium poczwarki trwa ok. 3-4 tygodnie.

## Rozmieszczenie geograficzne
Gatunek europejski, w Polsce występuje w Tatrach (podgatunek E. epiphron transsylvanica) oraz w Karkonoszach (podgatunek E. epiphron silesiana).